# Малая Мазница
Малая Мазница (укр. Мала Мазниця) — село в Ольшанской поселковой общине Голованевского района Кировоградской области Украины.
До 2020 года входило в Ольшанский район
Население по переписи 2001 года составляло 40 человек. Почтовый индекс — 26608. Телефонный код — 5250. Код КОАТУУ — 3524383504.